# رهاب الألم
رهاب الألم أو الجوفوبيا (بالإنجليزية: Algophobia)‏ خوف مرضي من الألم، يأخذ شكل خوف مستمر ومبالغ فيه من الألم، بدرجة أقوى بكثير من الشخص العادي. ويُعتبر رهاب الألم أكثر شيوعا في كبار السن. ويمكن علاجه بالعلاج السلوكي ومضادات القلق. هذا المصطلح يأتي من اليونانية: ἄλγος ، lgos ، «ألم» و φόβος ، فوبوس، «الخوف».
وفقا لسابينو ميتا (Sabino Metta)، الطبيب النفسي السلوكي، فإن رد الفعل الرهابي هو سلوك مُتعلم. ومن الأمثلة الشائعة على ذلك الشخص المسن الذي يسمع من جميع أصدقائه الذين يعانون من أمراض وآلام مختلفة. فإن هذا الشخص سوف يبدأ في توقع المشاكل وتجربة النتائج قبل أن يحدث لهم أي شيء بشكل فعلي. والأشخاص الذين يعانون من رهاب الألم ربما يكون لديهم فرط التألم.